# Zero Absolutne (minialbum Słonia)
Zero Absolutne – minialbum polskiego rapera Słonia, wydany 26 kwietnia 2024 przez Brain Dead Familia.

## Lista utworów
Opracowano na podstawie materiału źródłowego.
| Nr | Tytuł utworu                  | Długość |
| -- | ----------------------------- | ------- |
| 1. | „Westernowe Mega Ważne Intro” | 1:02    |
| 2. | „FPS”                         | 2:59    |
| 3. | „Must Have”                   | 2:54    |
| 4. | „Prestiż”                     | 3:26    |
| 5. | „Sierp”                       | 3:49    |
| 6. | „Techenko”                    | 2:48    |
| 7. | „Cisza”                       | 4:00    |
|    |                               | 20:58   |